# Biophytum ferrugineum
Biophytum ferrugineum là một loài thực vật có hoa trong họ Chua me đất. Loài này được Rusby mô tả khoa học đầu tiên năm 1912.